# Sísmica 4D
Sísmica 4D trata-se de uma tecnologia geofísica, que aplica o método sísmico de reflexão,  para o monitoramento sísmico de campos de petróleo.
Na prática, o termo 4D refere-se ao conceito oriundo da física, espaço-tempo, onde o espaço é definido nas três dimensões (comprimento, largura e profundidade) e a quarta dimensão é representada pela variável tempo. Para a realização do experimento físico de Sísmica 4D necessita-se de dois experimentos físicos de Sísmica 3D, onde só as três dimensões espaciais estão envolvidas. A quarta dimensão estará associada ao intervalo de tempo entre os dois experimentos físicos sísmicos 3D.
O produto dessa tecnologia são imagens, georeferenciadas no espaço, do sub-solo, de particular interesse para revelar caraterísticas dos reservatórios petrolíferos. Enquanto a sísmica 3D revela imagens da geometria externa e interna desses reservatórios de petróleo a Sísmica 4D, além de trazer informações relacionadas a geometria dos corpos, revela a posição e a movimentação de fluidos dentro desses reservatórios.
Produtos adicionais da Sísmica 4D são mapas de propriedades dos reservatórios que variam ao longo do tempo, durante a vida útil de um campo de petróleo. Tais propriedades são: pressão, saturação de água, saturação de gás, saturação de óleo, temperatura, densidade, compactação, interações químicas fluidos-rochas, entre outras.